# Taksin-Brücke
Die Taksin-Brücke (Thai: สะพานสมเด็จพระเจ้าตากสิน, Saphan Somdet Phrachao Taksin) ist eine Brücke in Bangkok, die den Mae Nam Chao Phraya (Chao-Phraya-Fluss) überspannt. Sie verbindet die Stadtbezirke Sathon und Bang Rak – beide auf der östlichen Flussseite gelegen –  mit Khlong San auf der westlichen Seite. Benannt ist sie nach dem König Taksin.
Die Brücke ist so konstruiert, dass zwischen den Richtungsfahrbahnen eine große Lücke belassen ist, in der der Bangkok Skytrain verkehrt. Auf der Ostseite liegen die Skytrain-Station Saphan Taksin sowie eine Bootsanlegestelle für die in Bangkok verkehrenden Fährschiffe.

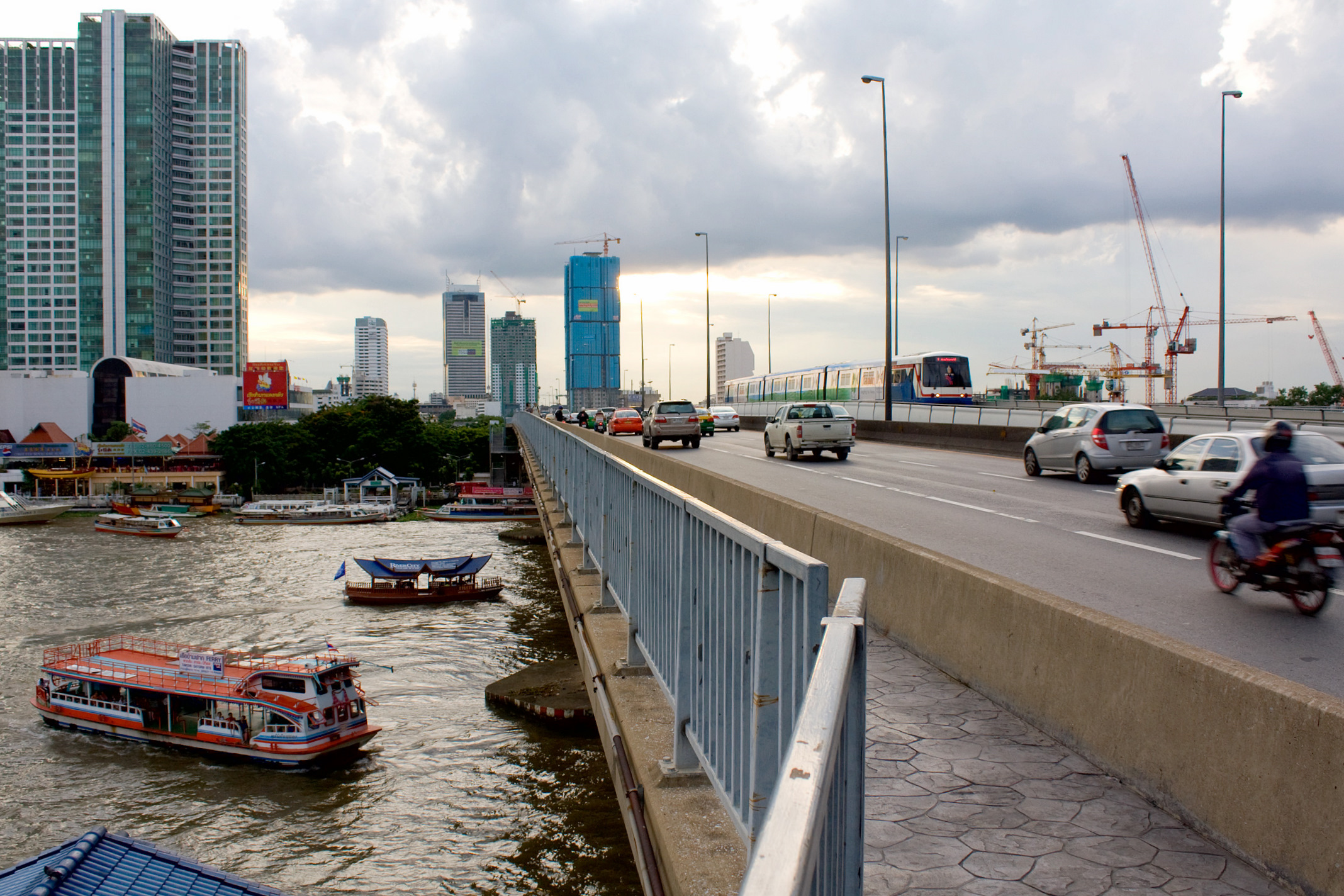
Blick von der Taksin-Brücke auf den Chao Phraya. In der Mitte der Brücke nähert sich ein Skytrain der Saphan Taksin Station.
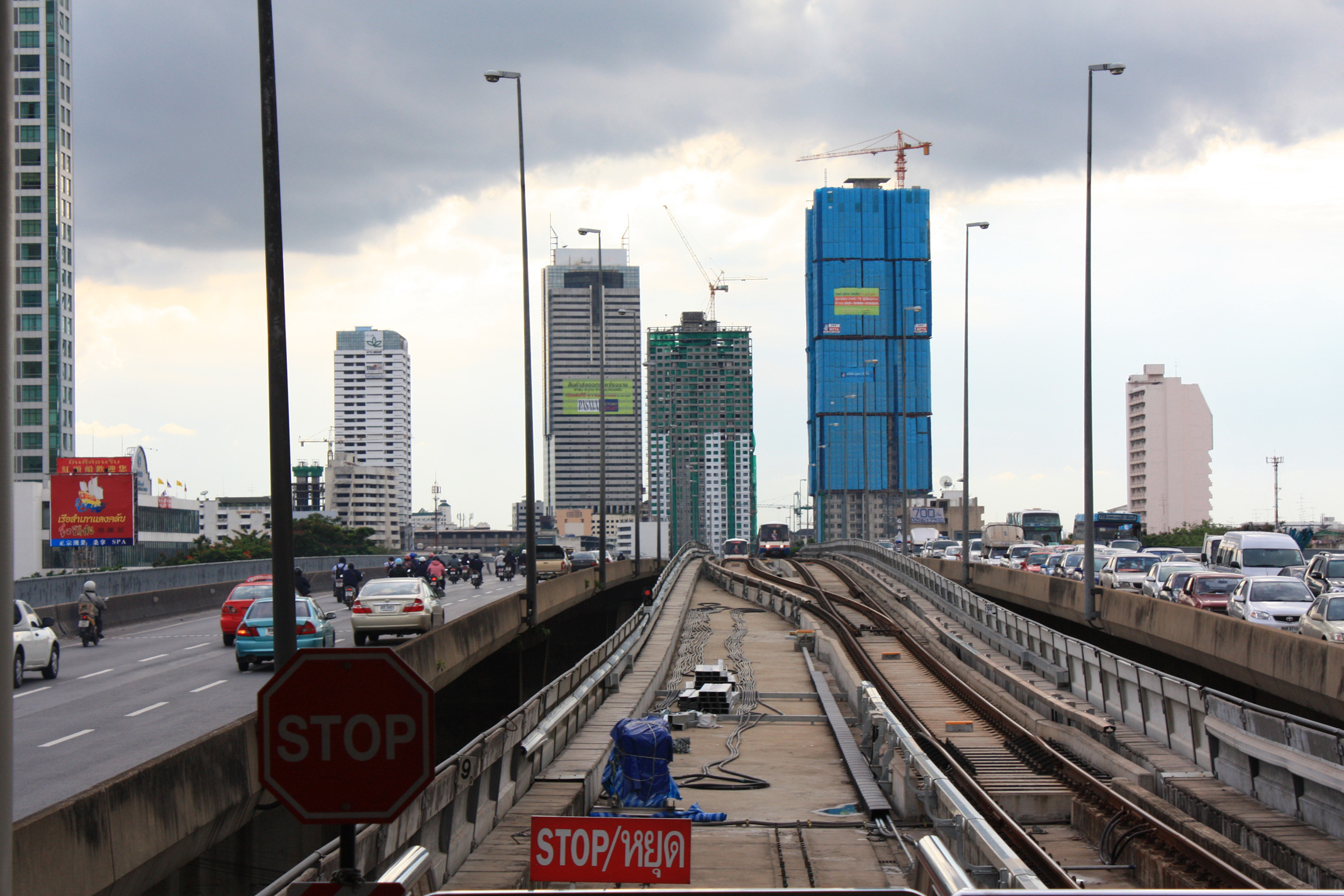
Taksin-Brücke: Blick auf die Gleise des Skytrain
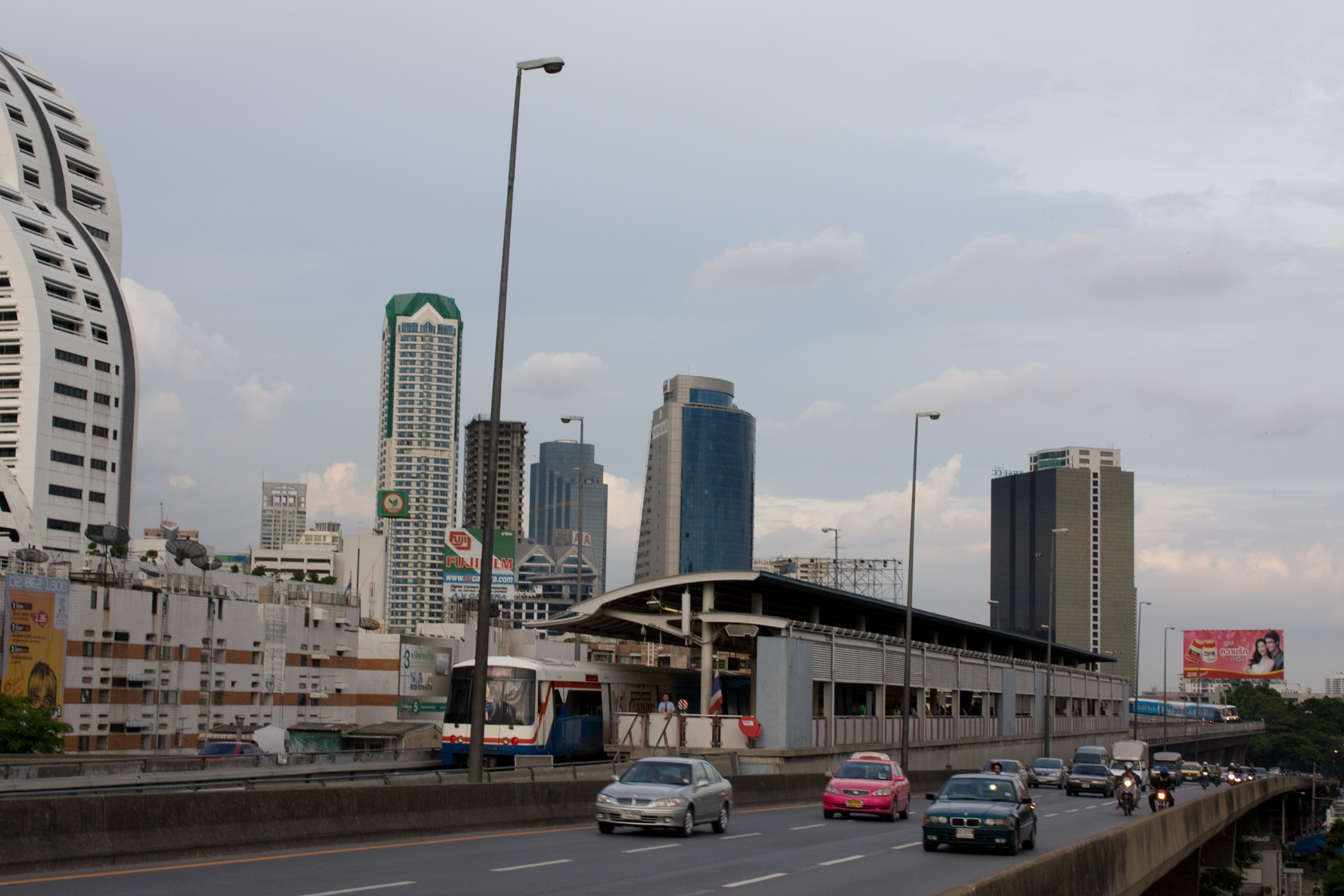
Die Skytrain-Station Saphan Taksin liegt direkt zwischen den östlichen Auffahrten zur Brücke.